# Geeloograafkaketoe
De geeloograafkaketoe (Zanda funerea synoniem: Calyptorhynchus funereus) is een vogel uit de familie der kaketoes en het geslacht der raafkaketoes.

## Uiterlijk
De geeloograafkaketoe is de grootste van alle kaketoes en tevens van alle papegaaiensoorten uit Australië. Volwassen exemplaren worden tussen de 55 en 65 centimeter groot en bereiken een gewicht van iets meer dan 800 gram. De vogel is in zijn geheel zwart met een brede gele band in de staart. Achter het oog richting de achterzijde van de kop heeft de vogel een grote opvallend gele vlek waaraan hij zijn naam te danken heeft. De snavel is donkergrijs. Bij vrouwtjes en onvolwassen exemplaren is de oogring grijs van kleur en is de vlek achter het oog lichter van kleur en is de snavel lichtgrijs.

## Voedsel
Het menu van deze vogel bestaat voor een flink deel uit zaden van bomen zoals de Casuarina, Eucalyptus, Acacia, Banksia en de Hakea. Ook de zaden van de dennenappels van de Montereyden behoren tot het favoriete maal. Deze maaltijden worden aangevuld met bessen en vruchten maar ook met larven van torren en motten. Met de grote krachtige snavel trekken ze de bast van de bomen om de larven te vinden.

## Voortplanting
De geeloograafkaketoe heeft een relatief lang broedseizoen. Beide seksen bouwen het nest, vaak in een groot hol in een boom, veelal een eucalyptusboom. Het nest is tussen de een tot twee meter diep en heeft een doorsnede van 25 tot 50 centimeter. De bodem van het nest is bedekt met houtsnippers. Het vrouwtje legt een of twee witte eieren die ze in een periode van ongeveer 30 dagen alleen uitbroedt. Het mannetje zorgt ondertussen voor de aanvoer van eten. Na de geboorte richt het vrouwtje al haar aandacht op het oudste jong, het jongste kuikentje overleeft het meestal niet. De eerste drie weken is het jong nog blind, de eerste donsveren verliest het jong na de zesde levensweek. De ouders verzorgen het jong vervolgens nog ongeveer zes maanden waarna het voor zichzelf moet zorgen. Deze vogel wordt gemiddeld ongeveer 50 jaar oud.

## Leefgebied
Deze raafkaketoe komt voor in het zuidoosten van Australië. Hij wordt aangetroffen van het schiereiland Eyre en het centrale deel van oostelijk Queensland. Ook wordt hij geregeld aangetroffen in steden als Sydney en Melbourne.

## Ondersoorten
De geeloograafkaketoe telt drie ondersoorten:
- Z. f. funerea: van het oostelijke deel van Centraal-Queensland tot oostelijk Victoria.
- Z. f. whiteae: zuidoostelijk Australië en Kangaroo Island.
- Z. f. xanthanota: Tasmanië en de eilanden in de Straat Bass.

## Status
De grootte van de populatie is in 2008 geschat op minimaal 25.000 individuen. Op de Rode lijst van de IUCN heeft deze soort de status niet bedreigd.

## Afbeeldingen

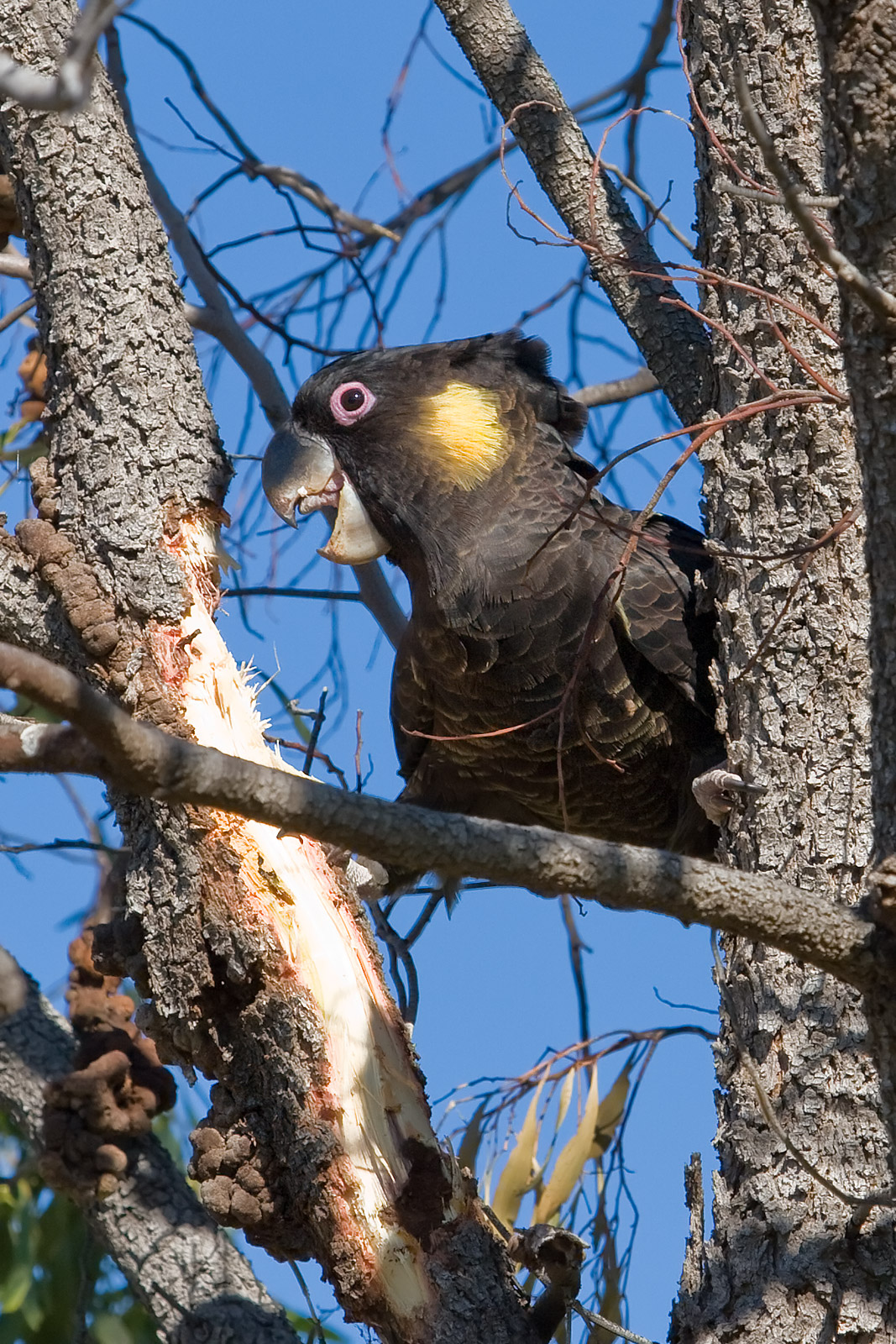
Een geeloograafkaketoe die de bast van een boom aan het verwijderen is.
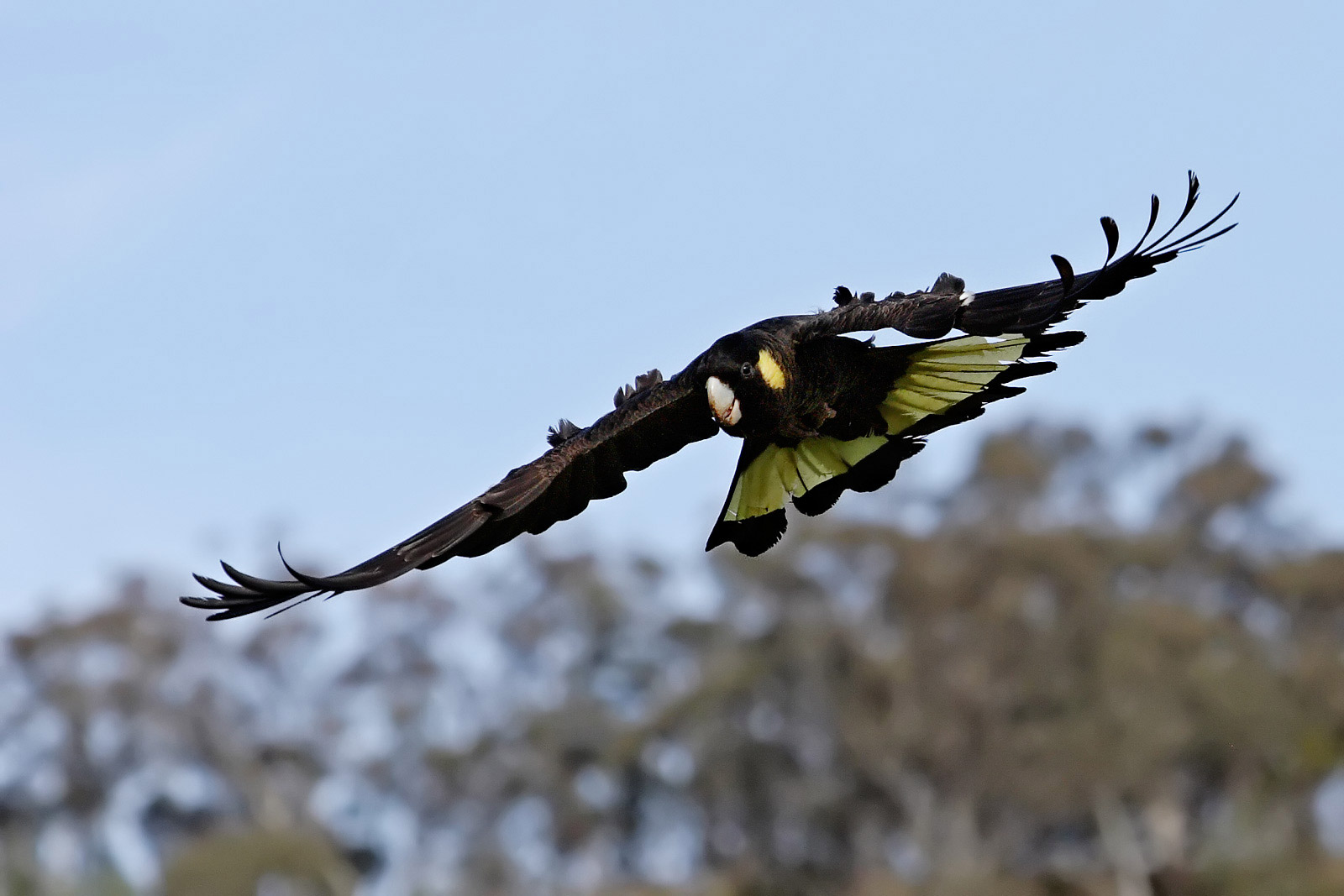
Een geeloograafkaketoe in vlucht
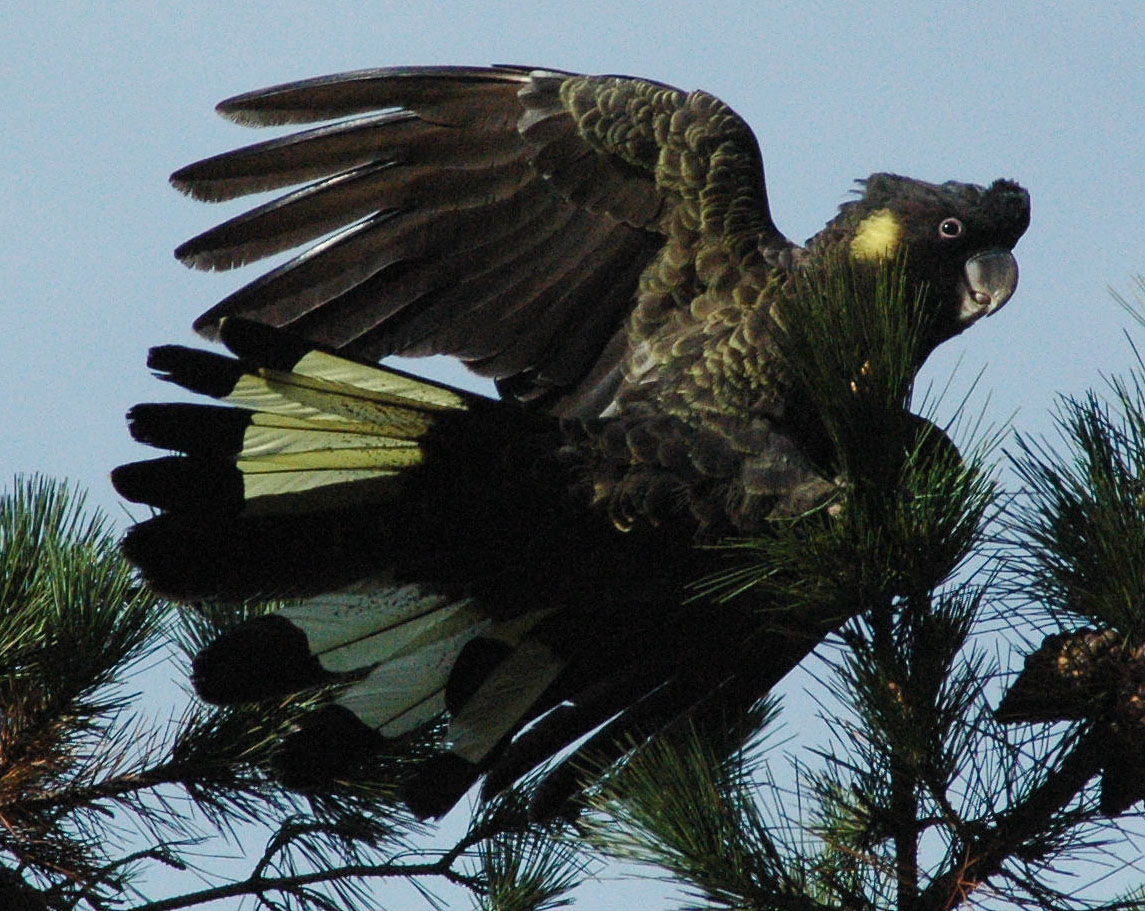
Een exemplaar landend in een naaldboom
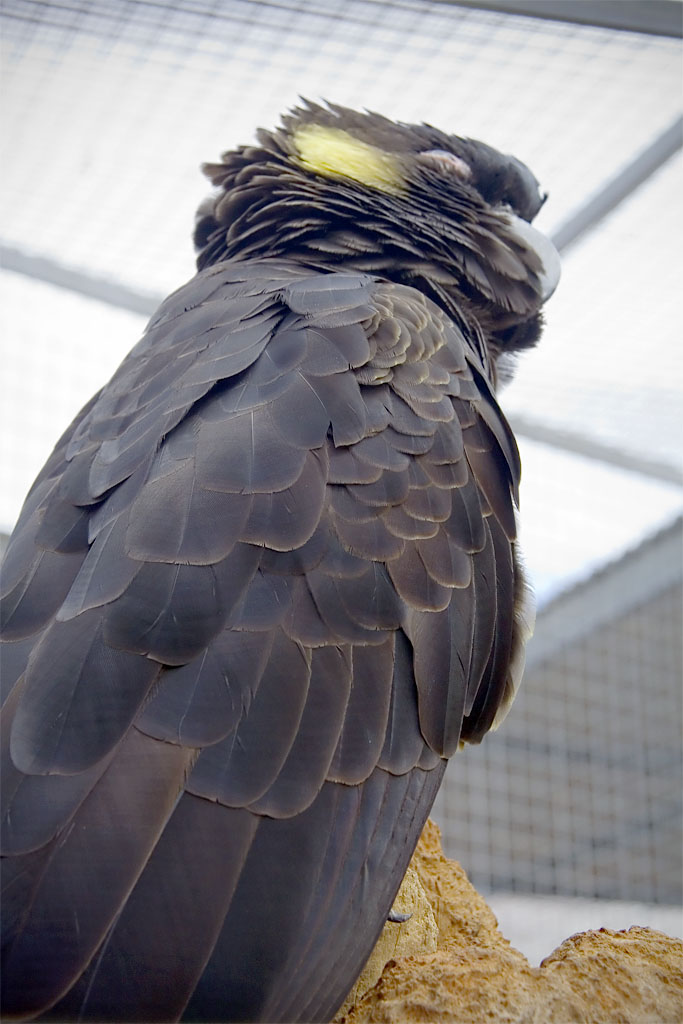
exemplaar in gevangenschap
- Op zoek naar larven